# Gobiesox crassicorpus
Gobiesox crassicorpus är en fiskart som först beskrevs av Briggs, 1951.  Gobiesox crassicorpus ingår i släktet Gobiesox och familjen dubbelsugarfiskar. IUCN kategoriserar arten globalt som otillräckligt studerad. Inga underarter finns listade i Catalogue of Life.